# Darwha
Darwha es una ciudad y  municipio situada en el distrito de Yavatmal en el estado de Maharashtra (India). Su población es de 25791 habitantes (2011). Se encuentra a  4 km de Yavatmal.

## Demografía
Según el censo de 2011 la población de Darwha era de 25791 habitantes, de los cuales 13341 eran hombres y 12450 eran mujeres. Darwha tiene una tasa media de alfabetización del 90,89%, superior a la media estatal del 82,34%: la alfabetización masculina es del 94,15%, y la alfabetización femenina del 87,41%.